# Alcalá del Júcar
Alcalá del Júcar er en by og kommune i det sydøstlige Spanien i provinsen Albacete. Den har et indbyggertal på 1.117 (2024) indbyggere.